# Medanos

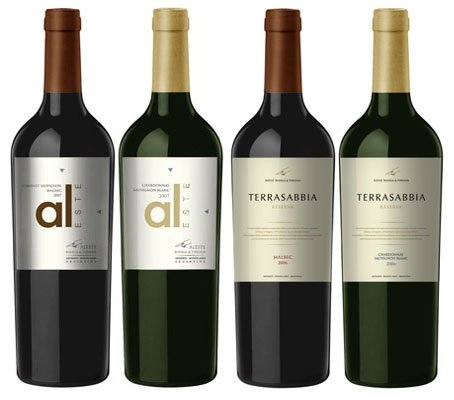
Vinos Al Este y Terrasabbia elaborados en Médanos

Médanos es una región vitivinícola ubicada en la localidad de Médanos, Provincia de Buenos Aires, Argentina dedicada a elaborar vinos de alta gama.

## Características
Médanos , al sureste de la provincia de Buenos Aires y al este de las regiones vinícolas tradicionales de Argentina, recientemente ha comenzado a elaborar vinos de alta calidad. 
Ubicado a 39° de latitud sur, Médanos es uno de los lugares de producción de vid con mayor tiempo de exposición solar del hemisferio sur. Esta característica hace que el proceso de fotosíntesis sea más extenso, lo que resulta en una producción más elevada de polifenoles y azúcares, lo cual sumado a la piel gruesa que resulta de una primavera ventosa genera vinos de color intenso, frescos, elegantes, complejos y con grandes características aromáticas.
El terroir de Médanos tiene un suelo de composición arenosa sobre una placa calcárea. Las napas de agua se encuentran a baja profundidad (5 a 10 metros) lo cual permite hacer riego por goteo o por surco.

## Varietales

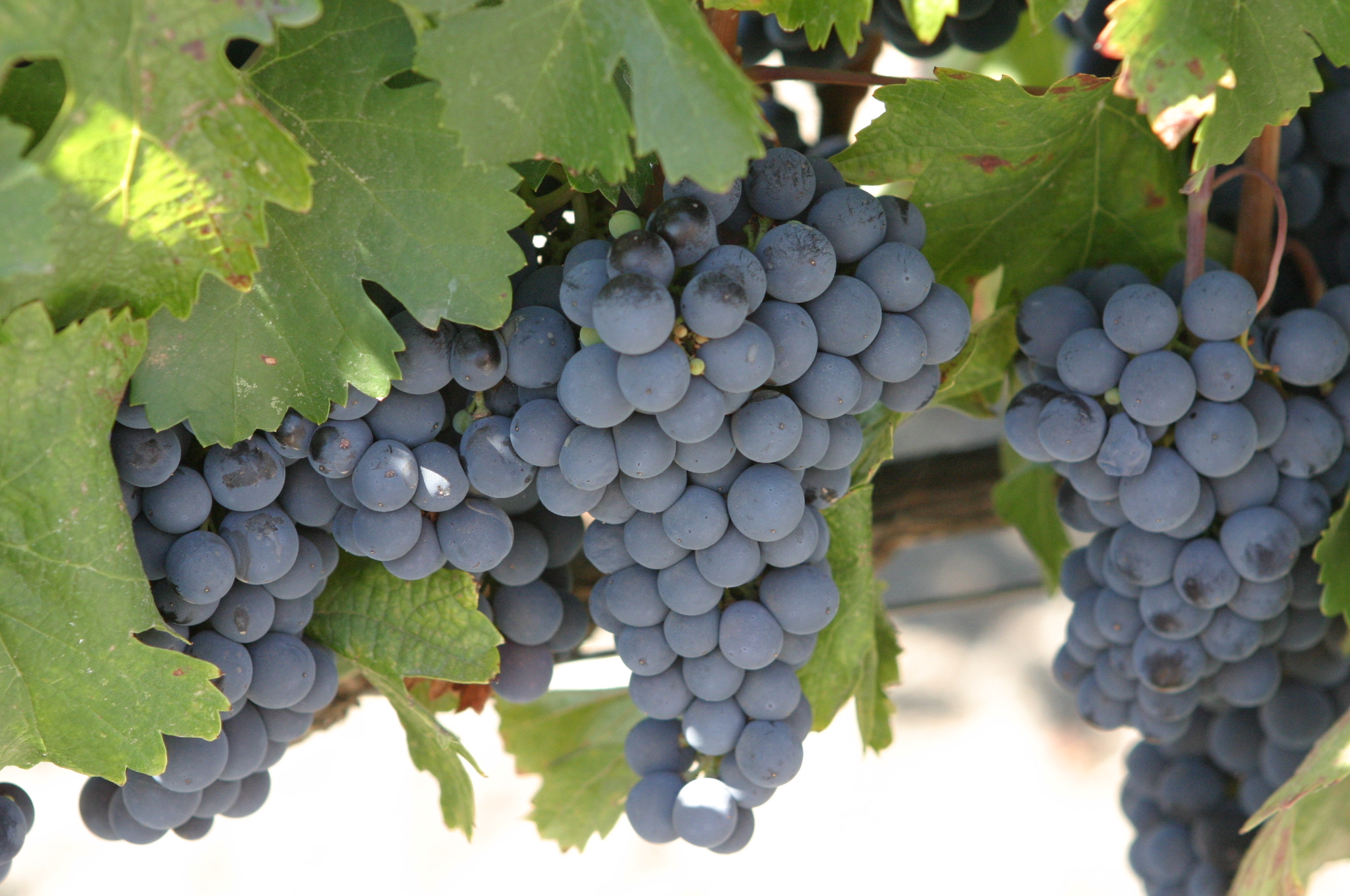
Malbec

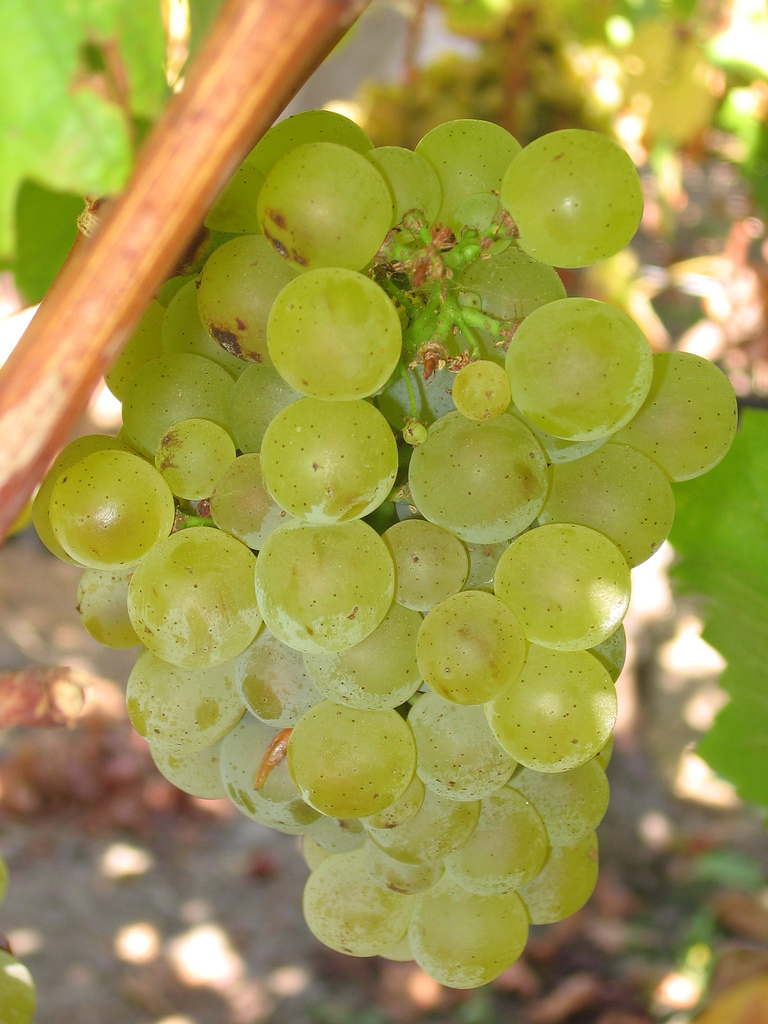
Sauvignon Blanc

Los vinos de alta gama que se elaboran con la apelación Médanos incluyen:
- Malbec
- Cabernet Sauvignon
- Chardonnay
- Sauvignon Blanc
- Tannat
- Merlot
- Cabernet Franc

Otros varietales como el Petit Verdot, Tempranillo y Pinot Noir han sido plantados de forma experimental con buenos resultados.

## Climatología

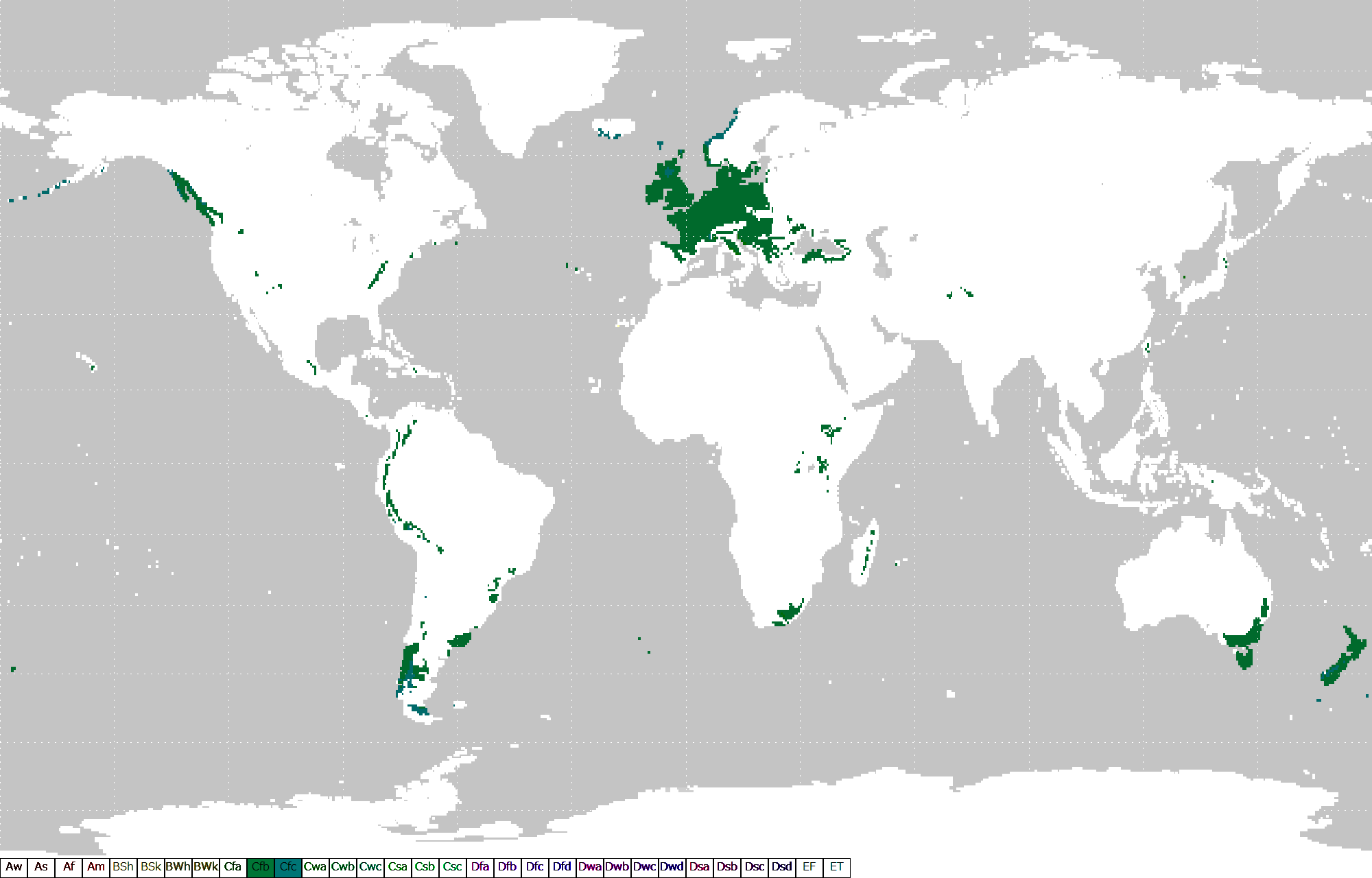
Zonas con clima oceánico.

La zona de Médanos es la única región vitivinícola de Argentina dedicada a vinos de alta gama que tiene proximidad al Océano Atlántico. 
Esta característica resulta en una gran amplitud térmica y vientos que impactan favorablemente el desarrollo tanto del proceso de maduración y desarrollo de las uvas como el de su piel. 
La climatología y el terroir  tienen condiciones especialmente aptas y únicas en Argentina para la elaboración de Cabernet Sauvignon, Sauvignon Blanc, Chardonnay y de un Malbec diferenciado.

## Distinciones
En su primera participación en un concurso internacional, Al Este Bodega y Viñedos de Médanos ganó una Medalla de Plata en el Decanter World Wine Awards del año 2009 celebrado en Londres y su vino está situado entre los mejores "en la lista de recomendaciones de Decanter para el año 2009.